# Hans-Joachim Harder

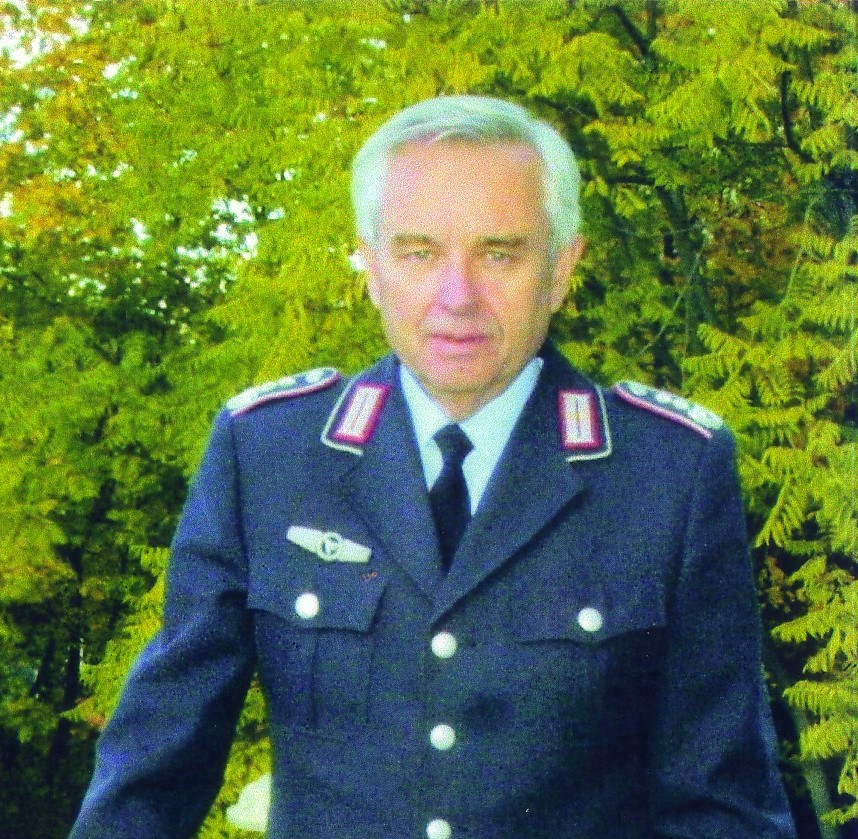
Hans-Joachim Harder (2003)

Hans-Joachim Harder (* 1943) ist ein deutscher Offizier (Oberst a. D.), Politologe, Militärhistoriker und -archivar.

## Leben
Harder legte sein Abitur 1963 an der Carl-Schurz-Schule in Frankfurt-Sachsenhausen ab und trat danach in die Bundeswehr ein. Von 1966 bis 1973 war er Offizier der Fernmelde- und Elektronischen Aufklärung der Luftwaffe. Er wurde 1978 bei Dieter Oberndörfer an der Philosophischen Fakultät der Universität Freiburg im Breisgau über das Thema Der Kanton Jura. Ursachen und Schritte zur Lösung eines Minderheitenproblems im politischen System der Schweiz zum Dr. phil. promoviert.
Von 1978 bis 1981 war er für die Öffentlichkeitsarbeit der 1. Luftwaffendivision in der Zollernalb-Kaserne in Meßstetten zuständig. Ab 1981 war er am Militärgeschichtlichen Forschungsamt (MGFA) in Freiburg im Breisgau tätig. Von 1987 bis 1991 war er Verteidigungsattaché für Belgien und Luxemburg in der Deutschen Botschaft Brüssel. Danach wurde er als Bereichsleiter Militärpolitik im Amt für Studien und Übungen der Bundeswehr in Bensberg und Luftwaffenattaché für Russland in der Deutschen Botschaft Moskau verwendet. 1997 wurde er Leiter des Forschungsbereichs III am MGFA. Von 2001 bis 2003 war er als Oberst im Generalstabsdienst Leiter der Abteilung „Ausbildung, Information, Fachstudien“ (AIF) und zuletzt unter Beatrice Heuser stellvertretender Leiter des Militärgeschichtlichen Forschungsamtes (MGFA) in Potsdam. Von 2004 bis 2008 war er Leitender Wissenschaftlicher Direktor am Bundesarchiv-Militärarchiv in Freiburg im Breisgau.
Harder war Mitherausgeber der Zeitschrift Militärgeschichte. Zeitschrift für historische Bildung. Außerdem war er Vorsitzender des Ausschusses Militärarchive der Internationalen Kommission für Militärgeschichte.

## Schriften (Auswahl)
Monografien / Herausgeberschaften
- Der Kanton Jura. Ursachen und Schritte zur Lösung eines Schweizer Minderheitenproblems (= Europäische Hochschulschriften. Reihe 31: Politik. Band 14). Lang, Frankfurt am Main u. a. 1978, ISBN 3-261-02533-6.
- mit Norbert Wiggershaus: Tradition und Reform. In den Aufbaujahren der Bundeswehr (= Entwicklung deutscher militärischer Tradition. Band 2). Mittler, Herford u. a. 1985, ISBN 3-8132-0210-0.
- Militärgeschichtliches Handbuch Baden-Württemberg. Hrsg. vom Militärgeschichtlichen Forschungsamt, Kohlhammer, Stuttgart u. a. 1987, ISBN 3-17-009856-X.
- (Hrsg.): Von Truman bis Harmel. Die Bundesrepublik Deutschland im Spannungsfeld von NATO und europäischer Integration (= Militärgeschichte seit 1945. Band 11). Im Auftrag des Militärgeschichtlichen Forschungsamtes, Oldenbourg, München 2000, ISBN 3-486-56490-0.

Beiträge in Sammelbänden
- Modernisierung im Bundesarchiv-Militärarchiv. In: Angelika Menne-Haritz, Rainer Hofmann (Hrsg.): Archive im Kontext, Festschrift für Prof. Dr. Hartmut Weber zum 65. Geburtstag (= Schriften des Bundesarchivs. 72). Droste, Düsseldorf 2010, ISBN 978-3-7700-1628-0, S. 177–185.
- Guarantors of Peace and Freedom: The U.S. Forces in Germany, 1945–1990. In: Thomas W. Maulucci, Jr., Detlef Junker (Hrsg.): GIs in Germany. Cambridge University Press, New York 2013, ISBN 978-0-521-85133-6, S. 37–55.